# 中華民國男子籃球代表隊參賽名單與比賽結果 (1949年前)

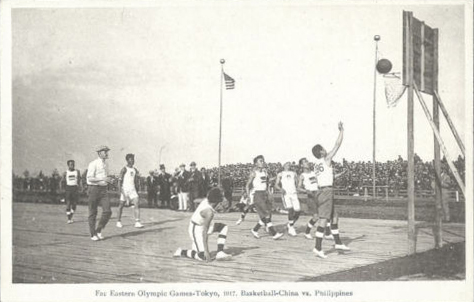
1917年5月，中華民國與菲律賓在1919年遠東運動會上交手

## 1910年代
1913年遠東運動會（馬尼拉）第2名
- 選手：關頌聲（隊長）、黃仁讓、黃松柏、葉坤、梁棣芳、彭甲友、唐福祥、何偉卿、邱紀祥

| 1913年2月?日 | 中華民國        | 18–56           | 菲律賓          |  |  |
| :（GMT）     | 半場分數： –、– | 半場分數： –、– | 半場分數： –、– |  |  |
|              |                 |                 |                 |  |  |

| 1913年2月?日 | 中華民國        | 24–36           | 菲律賓          |  |  |
| :（GMT）     | 半場分數： –、– | 半場分數： –、– | 半場分數： –、– |  |  |
|              |                 |                 |                 |  |  |

1915年遠東運動會（上海）第2名
- 教練團：蔡樂爾
- 選手：黃仁讓、邱紀祥、蔡文炳、凌道揚、施奎齡、洪琛、高錫威、譚道景、郭寶根、楊錦輝、任樹堂、張世經、郭琳爽

| 1915年5月?日 | 中華民國        | 28–34           | 菲律賓          |  |  |
| :（GMT）     | 半場分數： –、– | 半場分數： –、– | 半場分數： –、– |  |  |
|              |                 |                 |                 |  |  |

| 1915年5月?日 | 中華民國        | 20–40           | 菲律賓          |  |  |
| :（GMT）     | 半場分數： –、– | 半場分數： –、– | 半場分數： –、– |  |  |
|              |                 |                 |                 |  |  |

1917年遠東運動會（東京）第2名
- 教練團：蔡樂爾
- 選手：黃仁讓、董守义、馮健維、殷學廉、王鑑武、何信道、袁慶祥、譚道景、潘文煥、郭寶根、蔡文炳

| 1917年5月?日 | 中華民國              | 35–16                 | 日本                  |  |  |
| :（GMT）     | 半場分數： 20–6、6–10 | 半場分數： 20–6、6–10 | 半場分數： 20–6、6–10 |  |  |
|              |                       |                       |                       |  |  |

| 1917年5月?日 | 中華民國            | 18–38               | 菲律賓              |  |  |
| :（GMT）     | 半場分數： –28、–10 | 半場分數： –28、–10 | 半場分數： –28、–10 |  |  |
|              |                     |                     |                     |  |  |

1919年遠東運動會（馬尼拉）第2名
- 教練團：馬約翰
- 選手：黃仁讓（隊長）、魏樹桓、王鑑武、翟蔭梧、徐名鴻、孟廣禮、郭景儀、劉明義、王瑞生、谷毓琦

| 1919年5月?日 | 中華民國        | 24–20           | 菲律賓          |  |  |
| :（GMT）     | 半場分數： –、– | 半場分數： –、– | 半場分數： –、– |  |  |
|              |                 |                 |                 |  |  |

| 1919年5月?日 | 中華民國        | 19–43           | 菲律賓          |  |  |
| :（GMT）     | 半場分數： –、– | 半場分數： –、– | 半場分數： –、– |  |  |
|              |                 |                 |                 |  |  |

| 1919年5月?日 | 中華民國        | 15–20           | 菲律賓          |  |  |
| :（GMT）     | 半場分數： –、– | 半場分數： –、– | 半場分數： –、– |  |  |
|              |                 |                 |                 |  |  |

## 1920年代
1921年遠東運動會（上海）第1名
- 教練團：王石卿
- 選手：王耀東、王鑑武、翟蔭梧、魏樹桓、孫立人、王瑞生（隊長）、郭景儀、梁致瑞、殷學廉

| 1921年5月31日  | 中華民國                | 30–27                   | 菲律賓                  |  |
| 12:00（GMT+8） | 半場分數： 15–17、15–10 | 半場分數： 15–17、15–10 | 半場分數： 15–17、15–10 |  |
|                |                         | [ 10 ]                  |                         |  |

| 1921年6月1日   | 中華民國               | 32–29                  | 日本                   |  |
| 17:00（GMT+8） | 半場分數： 19–20、13–9 | 半場分數： 19–20、13–9 | 半場分數： 19–20、13–9 |  |
|                |                        | [ 11 ]                 |                        |  |

1923年遠東運動會（大阪）第2名
- 教練團：董守义
- 選手：何家鎏、黎寶駿、張福星、歐秉光、刁慶歡、馬德泰、余志忠、陳啓東、曾學魯、梁建業、董毓相、袁慶祥、楊錦銓、沈嗣良

| 1923年5月?日 | 中華民國               | 52–16                  | 日本                   |  |  |
| :（GMT）     | 半場分數： 20–14、32–2 | 半場分數： 20–14、32–2 | 半場分數： 20–14、32–2 |  |  |
|              |                        |                        |                        |  |  |

| 1923年5月?日 | 中華民國              | 14–41                 | 菲律賓                |  |  |
| :（GMT）     | 半場分數： 9–25、5–16 | 半場分數： 9–25、5–16 | 半場分數： 9–25、5–16 |  |  |
|              |                       |                       |                       |  |  |

1925年遠東運動會（馬尼拉）第2名
- 教練團：董守义[16]
- 選手：李祖祺（隊長）、李大宸、張則傲、胡加枚、王文華、馮燦周、黃炳坤、談達譁、余志忠、倪光祖、黎寶駿

| 1925年5月?日 | 中華民國              | 41–9                  | 日本                  |  |  |
| :（GMT）     | 半場分數： 25–5、16–4 | 半場分數： 25–5、16–4 | 半場分數： 25–5、16–4 |  |  |
|              |                       |                       |                       |  |  |

| 1925年5月?日 | 中華民國                | 31–40                   | 菲律賓                  |  |  |
| :（GMT）     | 半場分數： 16–22、15–18 | 半場分數： 16–22、15–18 | 半場分數： 16–22、15–18 |  |  |
|              |                         |                         |                         |  |  |

| 1925年5月?日 | 中華民國              | 26–15                 | 日本                  |  |  |
| :（GMT）     | 半場分數： 6–5、20–10 | 半場分數： 6–5、20–10 | 半場分數： 6–5、20–10 |  |  |
|              |                       |                       |                       |  |  |

| 1925年5月?日 | 中華民國                | 27–49                   | 菲律賓                  |  |  |
| :（GMT）     | 半場分數： 15–26、12–23 | 半場分數： 15–26、12–23 | 半場分數： 15–26、12–23 |  |  |
|              |                         |                         |                         |  |  |

1927年遠東運動會（上海）第2名
- 教練團：董守义
- 選手：佟復然、陸鐘恩、趙逢珠、李洲、孫權、孟玉崑、姚恩漢、黎寶駿、歐陽旭輝、談達驊

| 1927年8月28日 | 中華民國               | 39–19                  | 日本                   |  |  |
| :（GMT）      | 半場分數： 19–10、20–9 | 半場分數： 19–10、20–9 | 半場分數： 19–10、20–9 |  |  |
|               |                        |                        |                        |  |  |

| 1927年8月29日 | 中華民國               | 24–42                  | 菲律賓                 |  |  |
| :（GMT）      | 半場分數： 9–15、15–27 | 半場分數： 9–15、15–27 | 半場分數： 9–15、15–27 |  |  |
|               |                        |                        |                        |  |  |

| 1927年9月1日 | 中華民國               | 43–23                  | 日本                   |  |  |
| :（GMT）     | 半場分數： 13–15、30–8 | 半場分數： 13–15、30–8 | 半場分數： 13–15、30–8 |  |  |
|              |                        |                        |                        |  |  |

| 1927年9月2日 | 中華民國                | 27–28                   | 菲律賓                  |  |  |
| :（GMT）     | 半場分數： 15–13、12–15 | 半場分數： 15–13、12–15 | 半場分數： 15–13、12–15 |  |  |
|              |                         |                         |                         |  |  |

## 1930年代
1930年遠東運動會（東京）第3名
- 教練團：董守义
- 選手：唐宝堃、魏蓬雲、劉建常、王錫良、李國琛、姚恩漢、王玉增、陳盛魁、劉冠軍、陸鐘恩

| 1930年5月24日 | 中華民國                | 24–39                   | 日本                    |  |
| :（GMT+9）    | 半場分數： 12–15、12–24 | 半場分數： 12–15、12–24 | 半場分數： 12–15、12–24 |  |
|               |                         | [ 21 ]                  |                         |  |

| 1930年5月25日 | 中華民國                | 34–39                   | 菲律賓                  |  |
| :（GMT+9）    | 半場分數： 19–19、15–20 | 半場分數： 19–19、15–20 | 半場分數： 19–19、15–20 |  |
|               |                         | [ 22 ]                  |                         |  |

| 1930年5月27日 | 中華民國            | 21–37               | 日本                |  |
| :（GMT+9）    | 半場分數： 10–、11– | 半場分數： 10–、11– | 半場分數： 10–、11– |  |
|               |                     | [ 23 ]              |                     |  |

| 1930年5月28日 | 中華民國                | 43–48                   | 菲律賓                  |  |
| :（GMT+9）    | 半場分數： 30–15、13–33 | 半場分數： 30–15、13–33 | 半場分數： 30–15、13–33 |  |
|               |                         | [ 24 ]                  |                         |  |

1934年遠東運動會（馬尼拉）第2名
- 教練團：董守义
- 選手：王玉增、牟作云、王錫良、張育才、王堪若、唐宝堃、劉振元、尹鴻祥、張景實、李震中、陳盛魁、敬孝

| 1934年5月12日  | 中華民國               | 42–26                  | 日本                   |  |
| 20:00（GMT+8） | 半場分數： 18–7、24–19 | 半場分數： 18–7、24–19 | 半場分數： 18–7、24–19 |  |
|                |                        | [ 27 ]                 |                        |  |

| 1934年5月15日 | 中華民國         | 0–2              | 菲律賓           |  |
| 20:00（GMT+8） | 半場分數： 28–12 | 半場分數： 28–12 | 半場分數： 28–12 |  |
| |                  | [ 28 ]           |                  |  |
| 註：上半場打完，中華民國以28比12領先菲律賓，賽事在下半場時因雨停擺，中華民國以籃球委員會的遇雨決議向裁判提出重賽，但裁判判定中華民國棄權，菲律賓2比0獲勝。5月16日，競賽委員會取消2比0判定，於5月20日重賽。5月17日，籃球委員會決定改期至5月18日舉行。 |                  |                  |                  |  |

| 1934年5月16日  | 中華民國                | 48–47                   | 日本                    |  |
| 20:00（GMT+8） | 半場分數： 23–19、25–28 | 半場分數： 23–19、25–28 | 半場分數： 23–19、25–28 |  |
|                |                         | [ 31 ]                  |                         |  |

| 1934年5月18日  | 中華民國                | 27–37                   | 菲律賓                  |  |
| 20:00（GMT+8） | 半場分數： 13–23、14–14 | 半場分數： 13–23、14–14 | 半場分數： 13–23、14–14 |  |
|                |                         | [ 32 ]                  |                         |  |

| 1934年5月20日  | 中華民國                | 33–44                   | 菲律賓                  |  |
| 20:00（GMT+8） | 半場分數： 20–20、13–24 | 半場分數： 20–20、13–24 | 半場分數： 20–20、13–24 |  |
|                |                         | [ 33 ]                  |                         |  |

1936年奧林匹克運動會（柏林）第15名
- 教練團：董守义
- 選手：徐兆熊、李绍唐、刘宝成、刘云章、牟作云、沈聿恭、蔡演雄、王鸿斌、王士选、王玉增（隊長）、王南珍、敬孝、冯念华、尹貴仁（未啟用）

| 1936年8月7日 首輪 | 中華民國               | 19–35                  | 日本                   |  |  |
| 18:00（GMT+1）    | 半場分數： 10–15、9–20 | 半場分數： 10–15、9–20 | 半場分數： 10–15、9–20 |  |  |
|                   | 得分： 王玉增 9        | 賽後數據 （存檔、SR）  |                        |  |  |

| 1936年8月8日 首輪 | 中華民國                | 45–38                   | 法國                    |  |  |
| 16:00（GMT+1）    | 半場分數： 22–22、23–16 | 半場分數： 22–22、23–16 | 半場分數： 22–22、23–16 |  |  |
|                   | 得分： 王鸿斌 17        | 賽後數據 （存檔、SR）   |                         |  |  |

| 1936年8月9日 第二輪 | 中華民國                        | 21–29                   | 秘魯                    |  |  |
| 17:00（GMT+1）      | 半場分數： 10–16、11–13         | 半場分數： 10–16、11–13 | 半場分數： 10–16、11–13 |  |  |
|                     | 得分： 沈聿恭、冯念华、王鸿斌 4 | 賽後數據 （存檔、SR）   |                         |  |  |

| 1936年8月10日 第二輪 | 中華民國              | 14–32                 | 巴西                  |  |  |
| 16:00（GMT+1）       | 半場分數： 5–16、9–16 | 半場分數： 5–16、9–16 | 半場分數： 5–16、9–16 |  |  |
|                      | 得分： 蔡演雄 4       | 賽後數據 （存檔、SR） |                       |  |  |

## 1940年代
1948年奧林匹克運動會（倫敦）第18名
- 教練團：宋君复
- 選手：蔡忠强、蔡文華（隊長）、贾志军、李世僑、李震中、包松圆、黄天锡、吴成章、余进、瑞章

| 1948年7月30日 預賽 | 中華民國                | 39–44                   | 智利                    |  |
| 19:30（GMT+0）     | 半場分數： 18–19、21–25 | 半場分數： 18–19、21–25 | 半場分數： 18–19、21–25 |  |
|                    |                         | 賽後數據 （存檔、SR）   |                         |  |

| 1948年8月2日 預賽 | 中華民國                | 36–34                   | 比利时                  |  |
| 21:00（GMT+0）    | 半場分數： 18–13、18–21 | 半場分數： 18–13、18–21 | 半場分數： 18–13、18–21 |  |
|                   |                         | 賽後數據 （存檔、SR）   |                         |  |

| 1948年8月3日 預賽 | 中華民國                | 49–48                   |                         |  |
| 21:00（GMT+0）    | 半場分數： 16–28、33–20 | 半場分數： 16–28、33–20 | 半場分數： 16–28、33–20 |  |
|                   |                         | 賽後數據 （存檔、SR）   |                         |  |

| 1948年8月4日 預賽 | 中華民國                | 32–51                   | 菲律賓                  |  |
| 19:30（GMT+0）    | 半場分數： 14–27、18–24 | 半場分數： 14–27、18–24 | 半場分數： 14–27、18–24 |  |
|                   |                         | 賽後數據 （存檔、SR）   |                         |  |

| 1948年8月6日 預賽 | 中華民國                | 125–25                  | 伊拉克                  |  |
| 10:20（GMT+0）    | 半場分數： 64–14、61–11 | 半場分數： 64–14、61–11 | 半場分數： 64–14、61–11 |  |
|                   |                         | 賽後數據 （存檔、SR）   |                         |  |

| 1948年8月9日 第十七至二十三名排名賽 | 中華民國                | 42–34                   | 瑞士                    |  |
| 14:00（GMT+0）                      | 半場分數： 25–20、17–14 | 半場分數： 25–20、17–14 | 半場分數： 25–20、17–14 |  |
|                                     |                         | 賽後數據 （存檔、SR）   |                         |  |

| 1948年8月11日 第十七至二十名排名賽 | 中華民國                | 54–25                   | 英國                    |  |
| 14:00（GMT+0）                     | 半場分數： 23–14、31–11 | 半場分數： 23–14、31–11 | 半場分數： 23–14、31–11 |  |
|                                    |                         | 賽後數據 （存檔、SR）   |                         |  |

| 1948年8月13日 第十七名爭奪戰 | 中華民國                | 38–54                   | 義大利                  |  |
| 14:00（GMT+0）               | 半場分數： 21–25、17–29 | 半場分數： 21–25、17–29 | 半場分數： 21–25、17–29 |  |
|                              |                         | 賽後數據 （存檔、SR）   |                         |  |